# Kirche Breitzbach

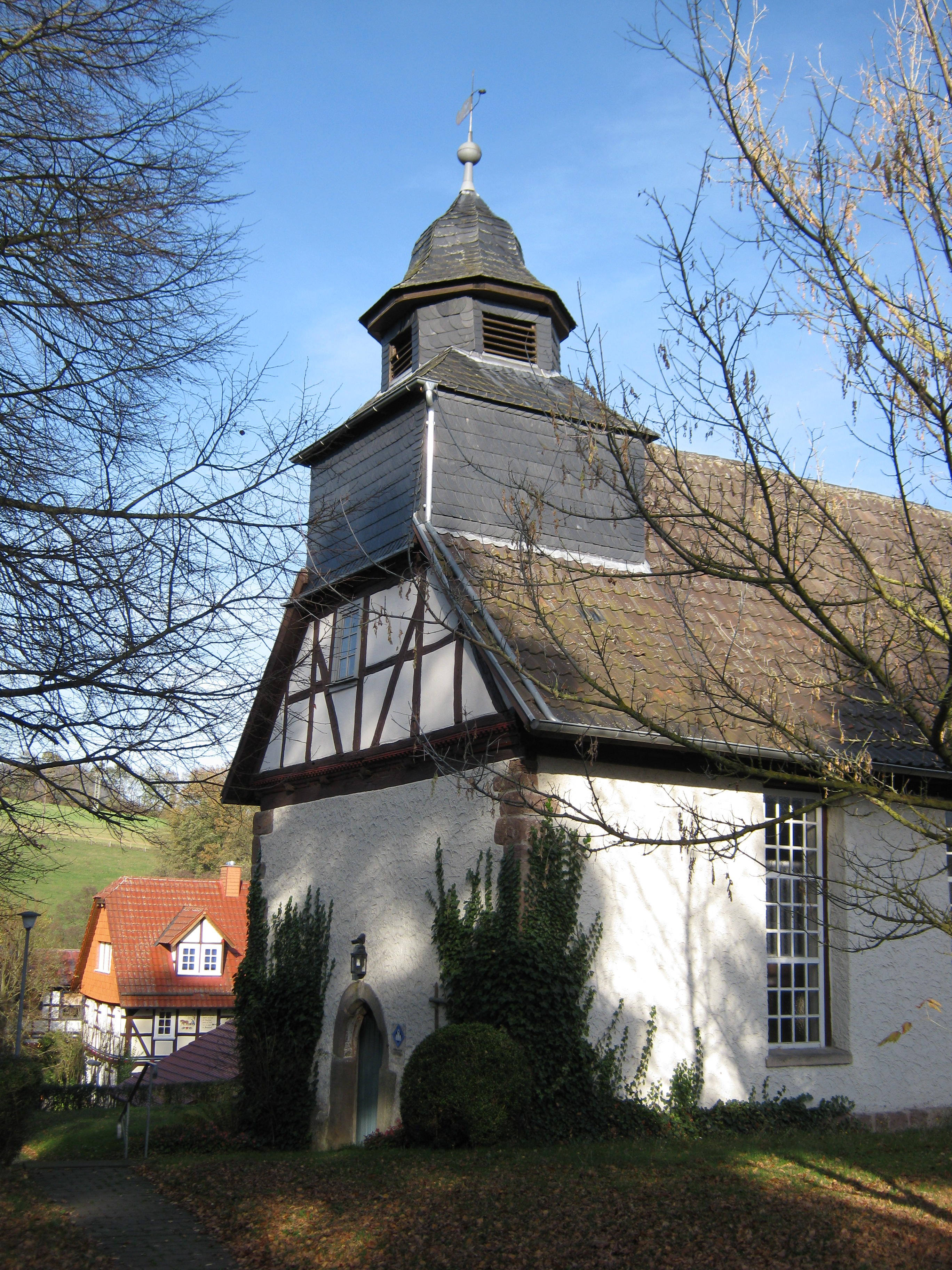
Kirche Breitzbach

Die evangelisch-unierte Kirche Breitzbach steht in Breitzbach, einem Ortsteil der Gemeinde Herleshausen im Werra-Meißner-Kreis von Hessen. Sie ist Filialkirche der Kirchengemeinde in Nesselröden, die zum Kirchenkreis Werra-Meißner im Sprengel Kassel der Evangelischen Kirche von Kurhessen-Waldeck gehört.

## Beschreibung
Die Saalkirche wurde im 16. Jahrhundert gebaut. In der ersten Hälfte des 18. Jahrhunderts wurde das Langhaus auf die heutige Ausdehnung von drei Jochen verlängert. 1841 wurde sie weiter umgebaut. Dabei wurden die Sprossenfenster eingefügt. Aus dem Satteldach des Kirchenschiffs erhebt sich im Westen ein schiefergedeckter Dachturm. Er ist bedeckt mit einem Pyramidenstumpf, der sich achtseitig zylindrisch fortsetzt und in einer glockenförmigen Haube endet. 
Der Innenraum erhielt im 18. Jahrhundert Emporen an drei Seiten. Zum Chor ist er mit einem rundbogigen Triumphbogen geöffnet. Im Chor befindet sich die Patronatsloge des Treusch von Buttlar. 